# معهد أوبرولفاخ لأبحاث الرياضيات

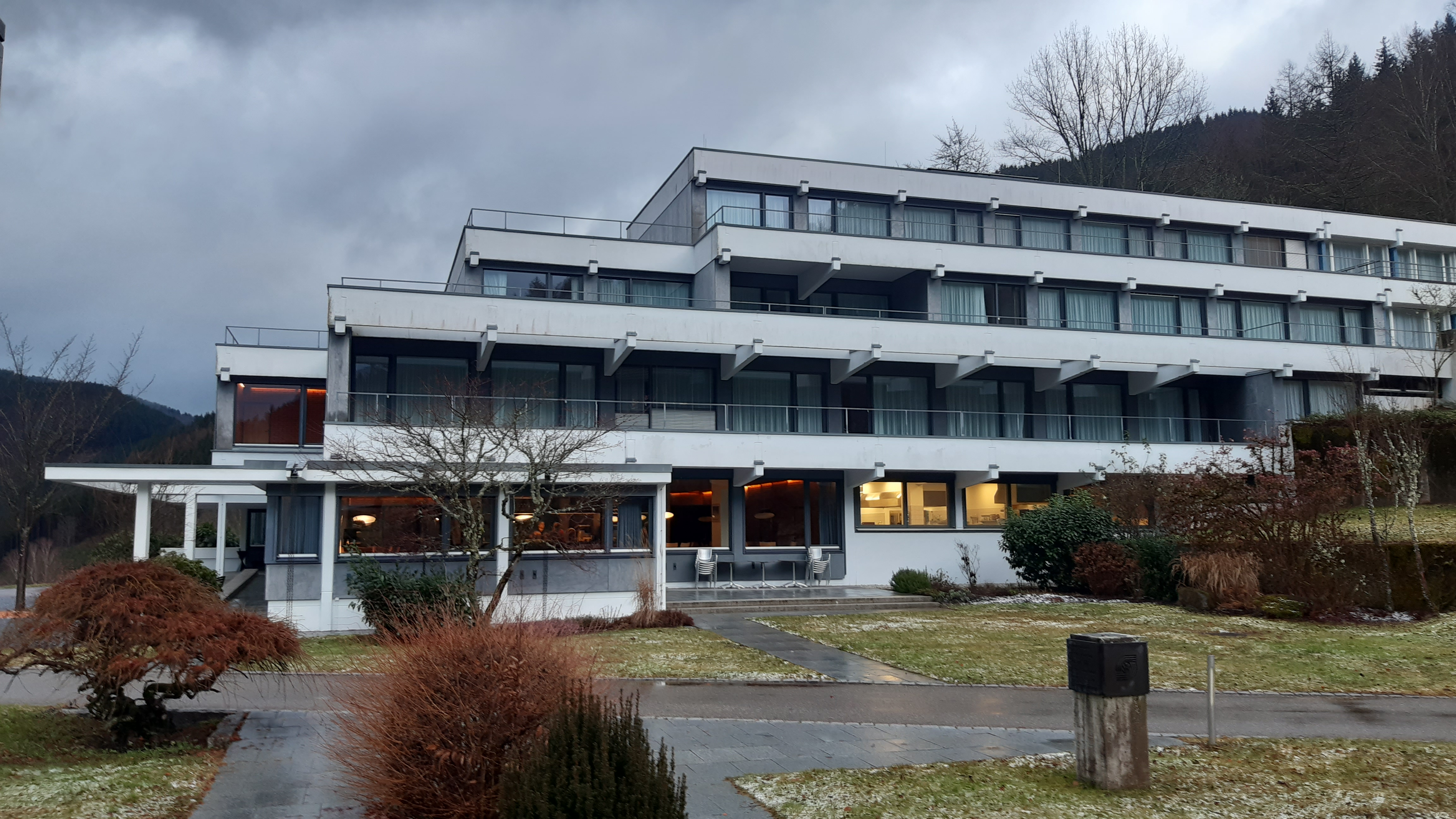
المبنى الرئيسي للمعهد مع المطعم وغرف الضيوف

معهد أوبرولفاخ لأبحاث الرياضيات ( (بالألمانية: Mathematisches Forschungsinstitut Oberwolfach)‏ </link> ) هو مركز للأبحاث الرياضية في أوبرولفاخ، ألمانيا. أسسه عالم الرياضيات فيلهلم سوس عام 1944.
ينظم المعهد ورش عمل أسبوعية حول مواضيع متنوعة حيث يأتي علماء الرياضيات والعلماء من جميع أنحاء العالم لإجراء أبحاث تعاونية.
المعهد عضو في جمعية لايبنتز، التي تمولها بشكل رئيسي وزارة التعليم والبحث الفيدرالية الألمانية وولاية بادن فورتمبيرغ. ويتلقّى تمويلًا كبيرًا من مؤسسة أصدقاء Oberwolfach ومن مؤسسة Oberwolfach ومن العديد من الجهات المانحة.

## التاريخ

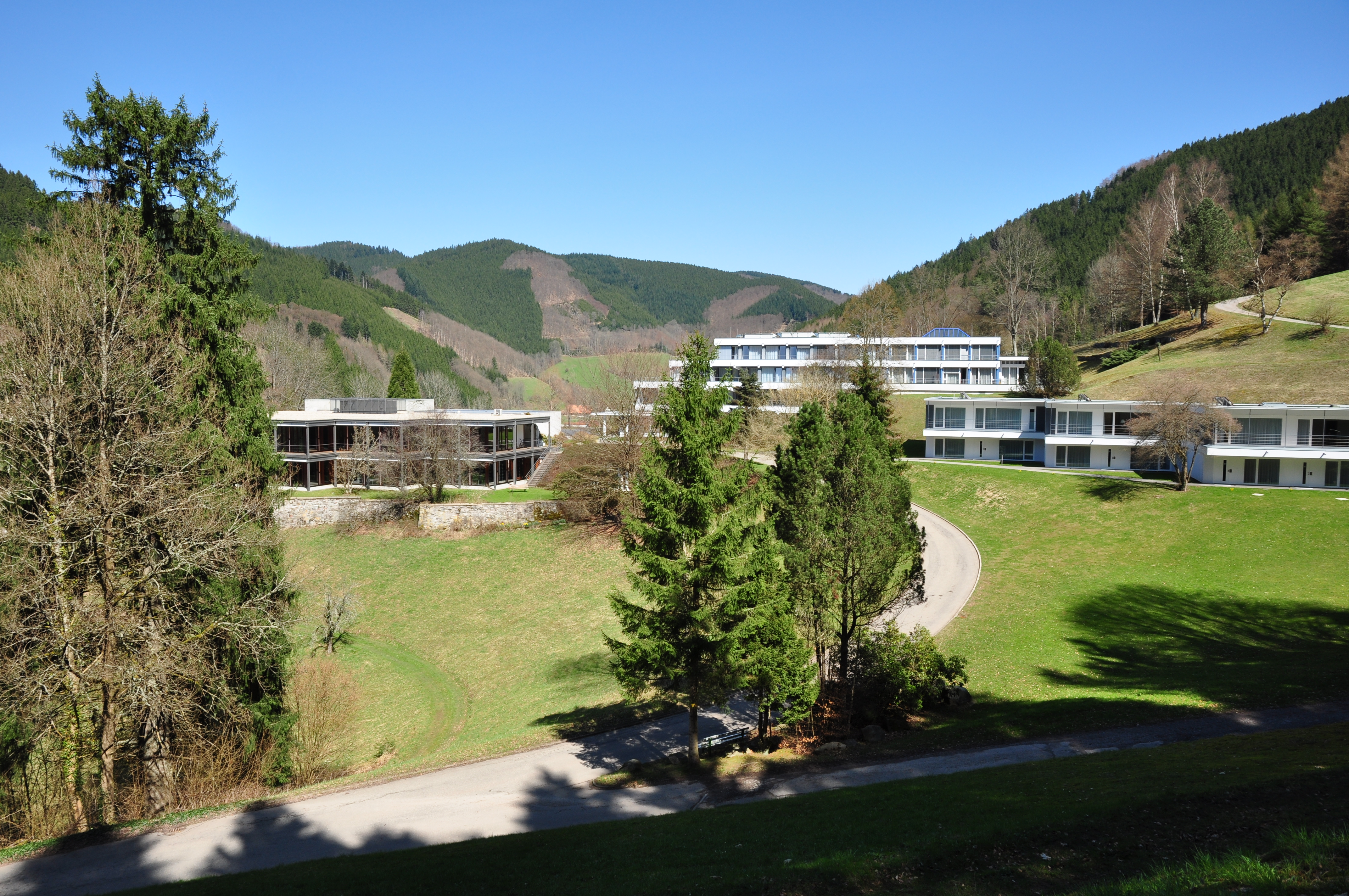
المكتبة والمبنى الرئيسي والأكواخ

تأسس معهد أوبرفولباخ لأبحاث الرياضيات (MFO) باسم معهد الرايخ للرياضيات (بالألمانية: Reichsinstitut für Mathematik ) في 1 سبتمبر 1944. لقد كان أحد معاهد الأبحاث العديدة التي أسسها النازيون من أجل تعزيز المجهود الحربي الألماني، والذي كان من الواضح أنه كان يفشل في ذلك الوقت.  اختير الموقع بعيدًا حتى لا يكون هدفًا لقصف الحلفاء. في الأصل كان يقع في مبنى يسمى لورينزنهوف، وهو نزل كبير للصيد في الغابة السوداء. بعد الحرب، أوقف العالم سوس، عضو الحزب النازي، لمدة شهرين عام 1945 ضمن جهود إزالة النازية في المقاطعة، لكنه ظل بعد ذلك رئيسًا للمعهد. على الرغم من أن المعهد فقد تمويله الحكومي، إلا أن سوس تمكن من الاستمرار في العمل بمنحٍ أخرى، وساهم في إعادة بناء الرياضيات في ألمانيا بعد سقوط الرايخ الثالث من خلال استضافة مؤتمرات رياضية دولية. نظّم بعض هذه المؤتمرات رينهولد باير، عالم الرياضيات الذي طُرد من جامعة هاله في عام 1933 لكونه يهوديًا، لكنه عاد لاحقًا إلى ألمانيا في عام 1956 في جامعة فرانكفورت. استعاد المعهد التمويل الحكومي في الخمسينيات. 
بعد وفاة سوس عام 1958، أصبح هيلموت كنيسر مديرًا لفترة وجيزة قبل أن يتولى ثيودور شنايدر منصبه بشكل دائم في عام 1959. في ذلك العام، شكّل هو وآخرون جمعية الرياضيات Gesellschaft für Mathematische Forschung e. V لتشغيل المعهد. 
في 10 أكتوبر 1967، افتتحت دار الضيافة التابعة لمعهد أوبرفولباخ لأبحاث الرياضيات، والتي كانت هدية من مؤسسة فولكس فاجن. في 13 يونيو 1975 افتتح مبنى المكتبة والاجتماعات التابع للمعهد ليحل محل القلعة القديمة. كان هذا المبنى الجديد أيضًا هدية من مؤسسة فولكس فاجن.
في 26 مايو 1989 افتتحت توسعة لمبنى الضيوف في المعهد.
عام 1995، أنشأ المعهد برنامج البحث "البحث الثنائي".
في 1 يناير 2005 أصبح معهد أوبرولفاخ لأبحاث الرياضيات عضوًا في جمعية لايبنتز. وفي الفترة من 2005 إلى 2010، أجري ترميمٌ عام لبيت الضيافة ومبنى المكتبة التابعين للمعهد.
أنشئ برنامج ما بعد الدكتوراه "Oberwolfach Leibniz Fellows" في عام 2007. في 5 مايو من ذلك العام، افتتحت توسعة للمكتبة، وكانت التوسعة هدية من مؤسسة كلاوس تشيرا ومؤسسة فولكس فاجن.

## المديرون
- 1944-1958، فيلهلم سوس
- 1958-1959، هيلموث كنيسر
- 1959-1963، تيودور شنايدر
- 1963-1994، مارتن بارنر
- 1994-2002، ماتياس كريك
- 2002-2013، غيرت-مارتن غريول
- 2013 إلى الوقت الحاضر جيرهارد هويسكين

## جائزة أوبرولفاخ
تُمنح جائزة أوبرولفاخ كل ثلاث سنوات تقريبًا للإنجازات الممتازة في مجالات الرياضيات المتغيرة لعلماء الرياضيات الشباب الذين لا يزيد عمرهم عن 35 عامًا. تمول الجائزة مؤسسة أوبرولفاخ وتُمنح بالتعاون مع المعهد.
الفائزون بالجائزة
- 1991 بيتر كرونهايمر
- 1993 Jörg Brüdern [الإنجليزية] وجنس فرانكي
- 1996 Gero Friesecke [الإنجليزية] Stefan Sauter [الإنجليزية]
- 1998 أليس جويونيت
- 2000 لوكا تريفيسان
- 2003 بول بيران
- 2007 نجو باو تشاو
- 2010 نيكولا غيغلي ولازلو زيكيليهيدي
- 2013 هوغو دومينيل كوبين
- 2016 جاكوب فوكس
- 2019 أوسكار راندال ويليامز
- 2022 فيسيلين ديميتروف [الإنجليزية] [4]

## روابط خارجية
- الصفحة الرئيسية للمعهد
- صفحة ويب حول جائزة Oberwolfach

قالب:The European Mathematical Societyقالب:Leibniz Association